# Exmortem
Gli Exmortem sono un gruppo danese death metal nato nei primi anni '90.

## Storia del gruppo
Gli Exmortem nascono ad Århus in Danimarca nel 1992 con il nome originario di Mordor e nel 1993 rilasciano il primo demotape Souls of Purity. Nel dicembre del 1994 registrano il primo album Labyrinths of Horror che viene pubblicato dalla Euphonious nel 1995. Nel 1997 la band registra un promotape intitolato Dejected che prolunga il contratto con la Euphonious fino a pubblicare il secondo album Dejected in Obscurity nel 1998 e alla fine dello stesso anno un 7 pollici su vinile comprendente altre nuove canzoni. Queste release vedono gli Exmortem proporre un death metal canonico e non molto originale, influenzato dai gruppi americani quali Deicide e Suffocation.
Dopo vari cambi di formazione e con l'entrata nel gruppo dei nuovi membri Simon alla voce e Reno alla batteria, gli Exmortem iniziano a comporre con una rinnovata professionalità, registrando prima un promo-cd nel 2000 e successivamente il terzo full length Berzerker Legions uscito per la Hammerheart Records nel maggio 2001.
Nel mentre gli Exmortem lavoravano già sul nuovo materiale e firmavano un contratto con la francese Osmose Records che pubblicò il loro quarto album nel 2003 dal titolo di Pestilence Empire.
Alcune liriche infatti saranno incentrate sulla piaga della peste che sconvolse l'Europa nel XIII secolo. Le composizioni si fanno ancora più serrate e su tutto spicca il gran lavoro di Michael alla batteria (che ha sostituito Reno) e di Simon alla voce che riesce a coprire un ampio spettro vocale tra growls e screams. Notevole anche il lavoro del chitarrista, leader e principale compositore Martin Thim molto ispirato soprattutto in fase ritmica che risulta evidenziata dalla pesantissima produzione di Tue Madsen nei suoi Antfarm Studios.
Ne seguirà un tour europeo con i Necrophagia che toccherà anche l'Italia nell'aprile del 2003.
Nel 2005 la band firma per la Earache Records che pubblicherà il loro quinto album Nihilistic Contentment che continuerà il discorso intrapreso con Pestilence Empire mostrando un'ulteriore maturità di composizione. Il disco sarà poi supportato da un tour in Inghilterra con i polacchi Behemoth. Attualmente il gruppo sta scrivendo nuovo materiale per il prossimo full length previsto per i primi mesi del 2007.

## Formazione

### Formazione attuale
- Simon "Smerte" Petersen - voce
- Martin "Sigtyr" Thim - chitarra
- Andreas "Mephistopheles" Shubert - chitarra
- Kim Nielsen - basso
- Morten Siersbaek - batteria

### Ex componenti
- Søren Lønne - voce, basso 1993-1999
- Henrik Kolle - chitarra 1992-2001
- Mads Weng - basso  1992-1994
- Rune Koldby - basso
- Mike Nielsen - batteria (1992-1998) (Mordor (Dnk))
- Dennis - batteria (1998-1999)
- Michael "Galheim" Pedersen - batteria
- Reno Killerich - batteria (1999-2001, 2004)

## Discografia

### Album in studio
- 1995 - Labyrinths of Horror
- 1998 - Dejected in Obscurity
- 2001 - Berzerker Legions
- 2003 - Pestilence Empire
- 2005 - Nihilistic Contentment
- 2008 - Funeral Phantoms

### Demo
- 1997 - Dejected
- 1998 - Promo anno 1998
- 1999 - Berzerker Legions

### Altre pubblicazioni
- 1999 - Cromlech split album
- 2003 - Killstorms  singolo
- 2004 - Pest Campaign 2003 ep
- 2004 - U.S. Berzerker Campaign raccolta